# Izidor Žiak
Izidor Žiak (10. únor 1863 Turčiansky Michal, Rakouské císařství – 25. leden 1918 Banská Bystrica, Rakousko-Uhersko) byl slovenský spisovatel, redaktor, národní pracovník, úředník.

## Životopis
Jeho rodiči byli mlynář Jan Žiak a Maria rozená Rohová. Studoval na katolickém gymnáziu v Banské Bystrici (1877–1882), šestou třídu gymnázia absolvoval soukromě (1882–1883), studia nedokončil.

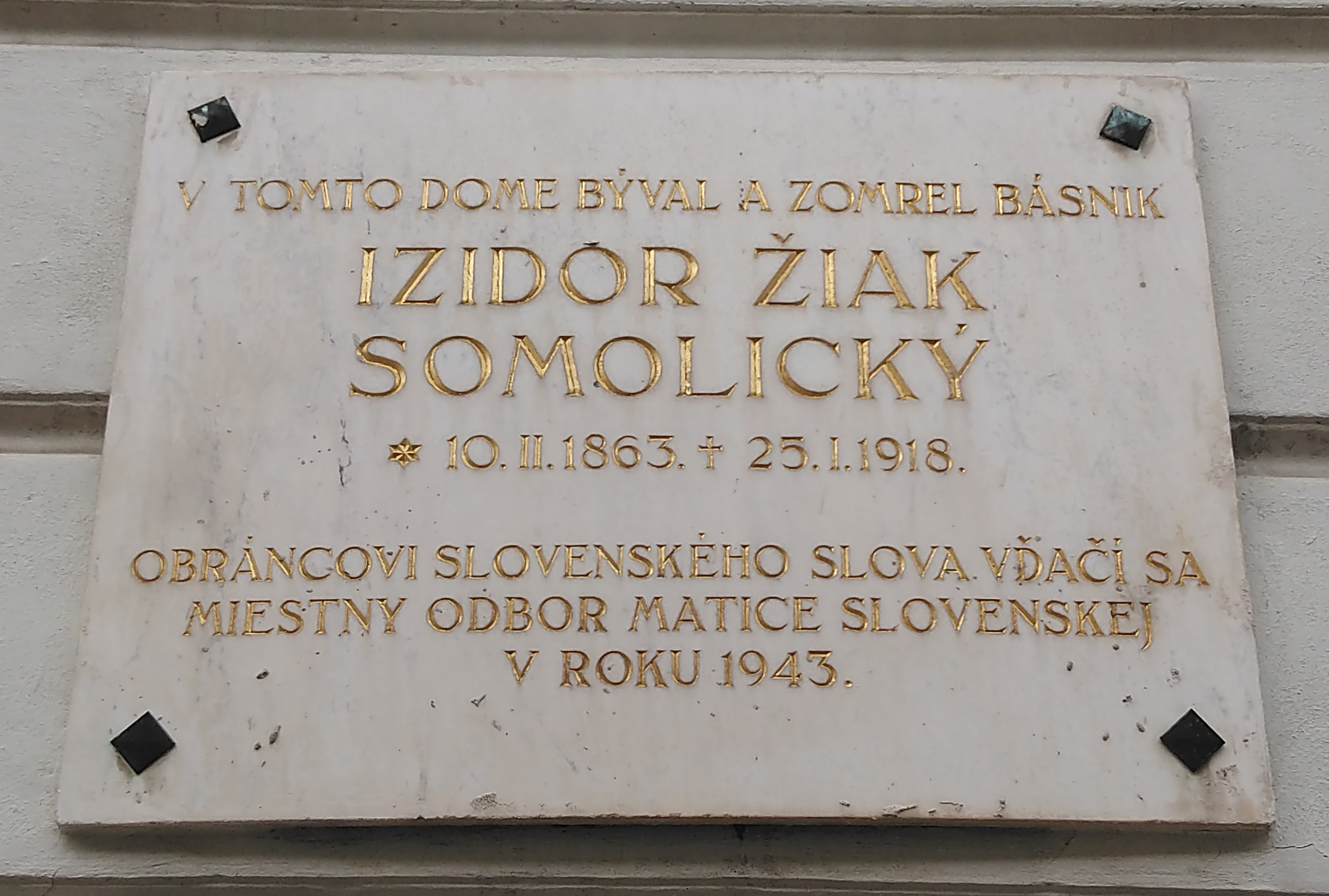
pamětní deska na rodném domě

V roce 1883 byl krátce učitelem, později jako písařem v advokátní kanceláři Andreje Hanzlíka v Banské Bystrici, redaktorem Národních novin v Martině (1896–1899 ), r. 1899 pobýval u J. Martičeka v Lopeji, pak působil opět jako písař v kanceláři A. Hanzlíka.
Do národního a kulturního hnutí se zapojil během gymnaziálních studií v Banské Bystrici, pod osobním vlivem Jána Botta. Za jeho postoje ho Jan Klamárik přinutil odejít z banskobystrického gymnázia.
Byl plodným spisovatelem a publicistou, ale jeho kvantitativně bohatá tvorba však výrazněji neovlivnila směřování slovenské literatury. Knižně vydal sbírku lyrických veršů, pokoušel se i o prózu, byl autorem besednic, črt a pohádek. Psal i drobná dramatická dílka, překládal z americké, francouzské, ruské a ukrajinské literatury. V publicistice se kromě politických příspěvků zaměřil na lidovýchovnou a osvětovou tematiku. Přispíval do domácího i krajanského tisku. Některé jeho básně byly přeloženy i do jiných slovanských jazyků.

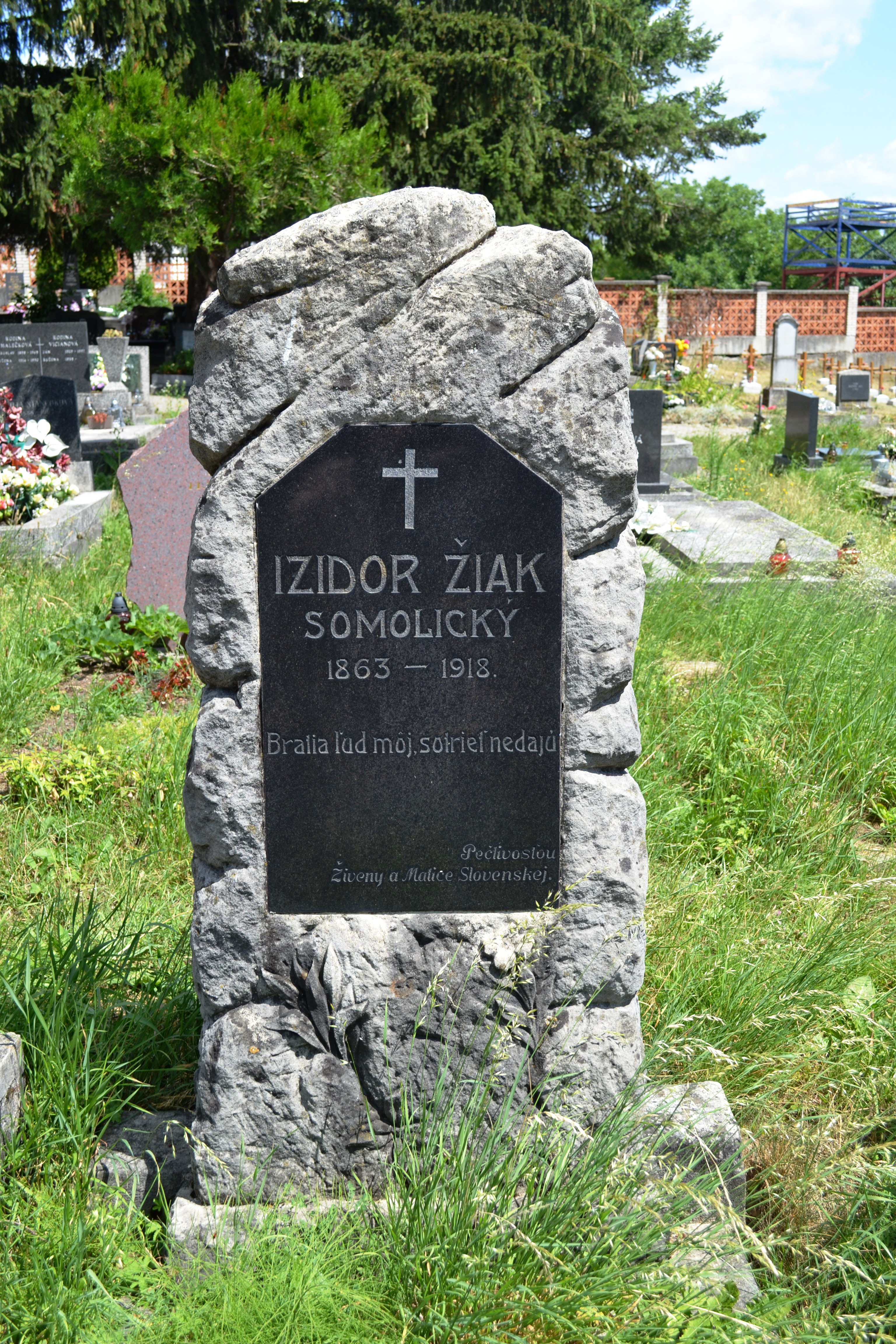
hrob s náhrobkem

Používal pseudonymy: Izidor Žiak Somolický, Izidor Žiak-Somolický, Slovenkin, Som., Somolický, Vrahobor Somolický, V. Somolický.

### Památky
- pomník od F. Motoška (sádra 1926) v literárním muzeu Matice slovenské
- dům, ve kterém žil a zemřel, s pamětní deskou (od r. 1943) a hrob s náhrobkem na katolickém hřbitově v Banské Bystrici
- rodný dům s pamětní tabulí (od r. 1987)
- pojmenování ulice v Bratislavě
- rukopisná pozůstalost a fotodokumentační materiál v literárním archivu Matice slovenské
- pojmenování ulice v jeho rodné obci

## Dílo
- Na svite, Ružomberok 1892
- Bájky, Martin 1899
- Otevřený dopis p. Antonovi Bielkovi..., Banská Bystrica 1899
- S kroka na krok a Chodil po pánoch, Martin 1907
- Striga a Dovedol somára miesto kravy, Martin 1909
- Čertove kúsky; Ľahkomyseľná pravota, hotová psota; Reposícia: tri rozprávky zo života. Martin 1921

### V češtině
- Allegorie o čertu – úvod František Sekanina, in: 1000 nejkrásnějších novel... č. 92; přeložil František Frýdecký. Praha: J. R. Vilímek, 1916